# Монти Бэнкс
Мо́нтегю Бэнкс (англ. Montague Banks, или Мо́нти Бэнкс англ. Monty Banks, настоящее имя Ма́рио Бья́нки итал. Mario Bianchi; 15 июля 1897, Чезена, Эмилия-Романья, Италия — 7 января 1950, Арона, Новара, Италия) — американский и итальянский актёр, продюсер, режиссёр и сценарист.

## Биография
Родился в Италии. С 1914 года — в США. Был клерком в банковской конторе, затем — танцором в театральной труппе. С 1915 года снимался в комических фильмах Мака Сеннета. В 1920-е годы исполнял главные роли в короткометражных комедиях. Тогда же сложился комедийный образ Бэнкса — добродушного лентяя и бездельника, которому всегда улыбается счастье. Успеху Бэнкса в значительной степени способствовал как талант актёра, так и его спортивное акробатическое мастерство и находки сценаристов, писавших специально для Бэнкса. В конце 1920-х годов переехал в Великобританию, где снимался и ставил фильмы, не имевшие большого успеха. В 1940 году вернулся в США.
Был женат на актрисах Глэдис Фрейзин (1932—1939) и Грейси Филдс (с 1940 года).
Он умер в поезде Восточного экспресса под Ароной, Италия, от сердечного приступа в возрасте 52 лет.

## Избранная фильмография

### Актёр
- 1916 —  / Cold Hearts and Hot Flames — Messenger Boy / Fireman
- 1916 —  / The Purple Mask — Jacques, Patricia's Butler
- 1917 — Его преступная карьера / His Criminal Career
- 1917 —  / The Girl and the Ring
- 1917 —  / Aired in Court
- 1917 —  / His Widow's Might
- 1917 —  / His Hidden Talent — The Crook
- 1917 —  / A Warm Reception
- 1917 — Ревущие львы и свадебные колокола / Roaring Lions and Wedding Bells
- 1918 —  / The Geaser of Berlin — The Doughboy
- 1918 —  / Roaring Lions on the Midnight Express
- 1918 — Шериф / The Sheriff
- 1918 — Бумажные отходы / A Scrap of Paper — солдат
- 1919 — Кемпинг / Camping Out
- 1919 —  / The Grocery Clerk — The Tow Gusher, a 'He Vamp'
- 1919 —  / One Night Only — Property Man
- 1919 — Слишком много Джонсон / Too Much Johnson — Leon Dathis
- 1919 — Любовь / Love
- 1921 —  / Cleaned and Dry
- 1921 — Его первый медовый месяц / His First Honeymoon
- 1923 — Спокойный отдых / Quiet Vacation
- 1923 — Нужны дети / The Covered Schooner — The Boy
- 1923 — Монти-детектив / The Boy in Blue
- 1923 — Всегда с опозданием / Always Late
- 1923 — Бриллиантино. Боец с быком / Brilliantino the Bull Fighter — Адольф Бриллиантино
- 1924 — Счастье на гонках / Racing Luck — Mario, The Boy
- 1924 — Охота на дикого гуся / A Wild Goose Chase — Monty
- 1925 — Продолжайте улыбаться / Keep Smiling — The Boy (в советском прокате «Гонщик против воли»)
- 1926 — Атта-бой / Atta Boy — Monty Milde
- 1927 — Подковы / Horse Shoes — Monty Milde
- 1927 — Летающее счастье / Flying Luck — The Boy
- 1928 — Настоящий джентльмен / A Perfect Gentleman — Monty Brooks
- 1928 — Яблоко Адама / Adam's Apple — Monty Adams
- 1929 — Атлантик / Atlantic — Dandy
- 1930 —  / The Compulsory Husband — Monty
- 1930 —  / Not So Quiet on the Western Front
- 1931 —  / The Wife's Family
- 1932 —  / Tonight's the Night: Pass It On — Convict
- 1932 — Ради любви Майка / For the Love of Mike
- 1933 — Вы заставляете меня любить вас / You Made Me Love You — таксист
- 1933 —  / Leave It to Me
- 1935 —  / Falling in Love — кинорежиссёр
- 1935 —  / No Limit
- 1935 —  / So You Won't Talk — Тони
- 1939 —  / Shipyard Sally
- 1940 — Олимпийский медовый месяц / Olympic Honeymoon — Орбан
- 1941 — Кровь и песок / Blood and Sand — Антонио Лопес
- 1945 — Колокол Адано / A Bell for Adano — Джузеппе
- 1952 — / The Elstree Story — камео

### Режиссёр
- 1925 —  / Amateur Night in London
- 1928 —  / Cocktails
- 1930 —  / The Compulsory Husband
- 1930 —  / The New Waiter
- 1930 —  / Almost a Honeymoon
- 1930 —  / Not So Quiet on the Western Front
- 1930 —  / Why Sailors Leave Home
- 1931 —  / Old Soldiers Never Die
- 1931 —  / The Wife's Family
- 1931 —  / Poor Old Bill
- 1931 — Что за ночь! / What a Night!
- 1932 —  / Tonight's the Night: Pass It On
- 1932 —  / Kiss Me Sergeant
- 1932 — Ради любви Майка / For the Love of Mike
- 1933 — Вы заставляете меня любить вас / You Made Me Love You
- 1933 —  / Heads We Go
- 1933 —  / Leave It to Me
- 1934 — Отец и сын / Father and Son
- 1935 —  / Falling in Love
- 1935 —  / No Limit
- 1935 —  / Man of the Moment
- 1936 —  / Queen of Hearts
- 1936 — Пожалуйста, сидите! / Keep Your Seats, Please (по мотивам Двенадцати стульев)
- 1938 —  / We're Going to Be Rich
- 1938 —  / Keep Smiling
- 1939 —  / Shipyard Sally
- 1941 — Великие пушки / Great Guns

### Сценарист
- 1925 —  / Amateur Night in London
- 1925 — Продолжайте улыбаться / Keep Smiling
- 1927 — Подковы / Horse Shoes
- 1927 — Летающее счастье / Flying Luck
- 1930 —  / Almost a Honeymoon
- 1932 — Простачок / The Tenderfoot
- 1940 — Олимпийский медовый месяц / Olympic Honeymoon

### Продюсер
- 1925 — Продолжайте улыбаться / Keep Smiling
- 1926 — Атта-бой / Atta Boy
- 1927 — Подковы / Horse Shoes
- 1927 — Летающее счастье / Flying Luck
- 1931 —  / Old Soldiers Never Die
- 1931 — Что за ночь! / What a Night!

## Интересные факты
Монти Бэнкс упоминается в двух произведениях Ильи Ильфа и Евгения Петрова — романе «Золотой телёнок» (1931) и фельетоне «Безмятежная тумба» (1934), сам же Монти Бэнкс снял фильм по мотивам их романа «Двенадцать стульев». Также упоминается в романе Александра Беляева «Голова профессора Доуэля».